# レジス・プログレイス
レジス・プログレイス（Regis Prograis、1989年1月24日 - ）は、アメリカ合衆国のプロボクサー。ルイジアナ州ニューオーリンズ出身。元WBA・WBC世界スーパーライト級王者。ルーガルー・プロモーションを主宰している。

## 来歴

### アマチュア時代
2005年にハリケーン・カトリーナの影響でテキサス州ヒューストンに移住し、サバンナ・ボクシング・クラブでイベンダー・ホリフィールドとトレーニングを始め、これがボクシングを本格的に始める動機付けとなった。アマチュア時代は全米4位、2009年リングサイド世界チャンピオン、2010年HORN全米チャンピオン、地域ゴールデングローブ優勝、2012年オリンピックトライアルに出場し、87勝7敗という戦績を残した。2012年にプロ転向。

### プロ転向

#### ウェルター級
2012年4月28日、ヒューストンにてウェルター級でデビュー戦を行い、初回2分0秒KO勝ちを収めた。

#### スーパーライト級
2015年12月11日、ヒューストンでアベル・ラモスとNABF北米スーパーライト級ジュニア王座決定戦を行い、ラモスが8回終了時に棄権した為TKO勝ちを収め王座を獲得した。
2016年6月25日、ニューヨークのバークレイズ・センターでルイス・エドゥアルド・フローレスとNABF北米スーパーライト級王座決定戦を行い、4回1分47秒TKO勝ちを収め王座を獲得した。
2017年6月9日、ニューヨーク州ヴェローナのターニング・ストーン・リゾート・アンド・カジノでジョエル・ディアス・ジュニアと対戦し、2回2分55秒TKO勝ちを収め2度目の防衛に成功した。
2017年10月6日、WBCがWBC世界スーパーライト級2位のプログレイスと元WBC世界スーパーライト級王者でWBC世界スーパーライト級4位のビクトル・ポストルの間でWBC世界スーパーライト級暫定王座決定戦を行うよう指令を出した。
2018年2月12日、プログレイスとWBC世界スーパーライト級暫定王座決定戦で対戦が決定していたポストルが練習中に右手を負傷し欠場したため、WBC世界スーパーライト級9位のジュリアス・インドンゴに対戦相手が変更になった。
2018年3月9日、サウスダコタ州デッドウッドのデッドウッド・マウンテン・グランドで元WBA・IBF世界スーパーライト級統一王者でWBC世界スーパーライト級8位のジュリアス・インドンゴとWBC世界スーパーライト級暫定王座決定戦を行い、2回2分54秒TKO勝ちを収め王座を獲得した。
2018年7月14日、ルイジアナ州ニューオリンズのレイクフロント・アリーナでファン・ホセ・べラスコとWBC世界スーパーライト級ダイヤモンド王座決定戦で対戦し、8回1分59秒TKO勝ちを収め、初防衛に成功しダイヤモンド王座を獲得した。
2018年10月27日、ルイジアナ州ニューオリンズのレイクフロント・アリーナで行われたWorld Boxing Super Seriesスーパーライト級一回戦でテリー・フラナガンと対戦し、12回3-0（117-110、118-109、119-108）判定勝ちを収め、W初防衛に成功しWBSSの準決勝に進出した。
2019年4月27日、ルイジアナ州ラファイエットのケイジャン・ドームにてWBSS準決勝としてWBA世界スーパーライト級王者のキリル・レリクと対戦し、6回1分36秒TKO勝ちを収め、WBSS決勝戦への進出を決め王座を獲得した。
2019年8月10日、プログレイスとプロモーターのディベイラ・エンターテイメントが、WBSSを主催するComosa AG社は、試合報酬の未払い、スケジュールの遅れ、約束の反故を何度も繰り返したとして、Comosa AG社をアメリカの連邦裁判所に提訴すると共に、プログレイスがWBSS決勝から撤退する声明を共同で発表した。訴状によると試合報酬は、1回戦のテリー・フラナガン戦がファイトマネー50万ドルと勝利ボーナス50万ドル、準決勝のキリル・レリク戦がファイトマネー50万ドルと勝利ボーナス60万ドルで、決勝のジョシュ・テイラー戦の報酬はファイトマネー70万ドルと勝利ボーナス130万ドルの予定であった。しかし、その後両陣営が歩み寄りプログレイス陣営は訴訟を取り下げ、WBSS決勝は通常通り行われることとなった。
2019年10月26日、ロンドン・O2アリーナにてWBSS決勝としてIBF世界スーパーライト級王者ジョシュ・テイラーと対戦し、12回0-2（112-117、113-115、114-114）の判定負け、プロ初黒星を喫しIBF王座は獲得出来ずWBA王座は初防衛に失敗、WBSS準優勝に終わった。
2021年10月、リチャード・シェイファーが設立した新興プロモート会社プロベラムと契約を交わした。
2022年8月30日、プログレイスとWBC世界スーパーライト級1位のホセ・セペダのジョシュ・テイラーの王座返上に伴うWBC世界スーパーライト級王座決定戦の入札が行われ、TGBプロモーションズが1,260,000ドル（約1億7千万円）、プログレイスを擁するプロベラムが1,060,000ドル（約1億4千万円）、セペダを擁するサンフェル・ボクシングが1,004,500ドル（約1億3千万円）で入札するが、カリフォルニア州を拠点とするローカルプロモーションのマーヴネイション・プロモーションズが最高値となる2,400,000ドル（約3億2千万円）で入札し、興行権を落札した。この入札結果により、プログレイスとセペダはそれぞれ落札額の90％にあたる1,080,000ドル（約1億4千万円）のファイトマネーを受け取り、残りの10％の240,000ドル（約3千万円）は試合の勝者がボーナスとして受け取ることになった。
2022年11月26日、カリフォルニア州のディグニティ・ヘルス・スポーツ・パーク・テニスコートにてWBC世界スーパーライト級王座決定戦でWBC世界スーパーライト級1位のホセ・セペダと対戦し、11回59秒KO勝ちを収め3年振りの王座に返り咲いた。なおこの試合は興行権を落札したマーヴネイション・プロモーションズの意向により、マイナープラットフォームのFITE.tvでペイ・パー・ビュー配信された。
2023年5月2日、プロベラムを離れ、エディー・ハーンのマッチルーム・スポーツ・USAと契約した。
2023年12月9日、サンフランシスコのチェイス・センターにて元世界ライト級4団体統一王者のデヴィン・ヘイニーと対戦。3回にダウンを奪われ、12回0-3（107-120×3）の判定負けを喫し初防衛に失敗、王座から陥落した。
2024年10月26日、マンチェスターのCo-op LiveにてWBOインターナショナルスーパーライト級王座決定戦でWBC・WBO世界スーパーライト級2位、IBF世界スーパーライト級3位、WBA世界スーパーライト級5位のジャック・カテラルと対戦するも、12回0-3（109-116×2、108-117）の判定負けを喫し王座獲得と再起に失敗した。
2025年2月15日、カリフォルニア州アナハイムのホンダ・センターにてWBA世界スーパーライト級9位のオスカー・ドゥアルテと対戦する予定だったが、肩を負傷したため欠場し、代役として元スーパーライト級世界ランカーのミゲル・マドゥエノが出場することが発表された。

## 戦績
プロボクシング:33戦 31勝 (24KO) 2敗
| 戦           | 日付           | 勝敗 | 時間     | 内容    | 対戦相手                         | 国籍            | 備考                                                                              |
| ------------ | -------------- | ---- | -------- | ------- | -------------------------------- | --------------- | --------------------------------------------------------------------------------- |
| 1            | 2012年4月28日  | ☆    | 1R 2:01  | KO      | カール・アルミロール             | アメリカ合衆国} | プロデビュー戦                                                                    |
| 2            | 2012年8月25日  | ☆    | 4R 2:20  | KO      | アーロン・アンダーソン           | アメリカ合衆国  |                                                                                   |
| 3            | 2012年11月30日 | ☆    | 2R 2:19  | TKO     | アンソニー・リトル               | アメリカ合衆国  |                                                                                   |
| 4            | 2013年1月10日  | ☆    | 2R 2:59  | TKO     | デビット・グリーン               | アメリカ合衆国  |                                                                                   |
| 5            | 2013年6月6日   | ☆    | 4R       | 判定3-0 | アダウト・ゴンザレス             | メキシコ        |                                                                                   |
| 6            | 2013年10月3日  | ☆    | 6R       | 判定3-0 | ジェームス・ハリソン             | アメリカ合衆国  |                                                                                   |
| 7            | 2013年11月30日 | ☆    | 3R 2:59  | TKO     | ミゲル・アルバレス               | アメリカ合衆国  |                                                                                   |
| 8            | 2014年4月24日  | ☆    | 6R 2:45  | TKO     | フェリペ・レイエス               | アメリカ合衆国  |                                                                                   |
| 9            | 2014年6月7日   | ☆    | 5R       | TKO     | アーロン・アンダーソン           | アメリカ合衆国  |                                                                                   |
| 10           | 2014年6月27日  | ☆    | 2R 0:31  | TKO     | マルテセ・ローガン               | アメリカ合衆国  |                                                                                   |
| 11           | 2014年10月8日  | ☆    | 4R 1:24  | TKO     | マリオエルモシーリョ             | メキシコ        |                                                                                   |
| 12           | 2014年11月6日  | ☆    | 1R 1:43  | KO      | ジェフハンフリーズ               | アメリカ合衆国  |                                                                                   |
| 13           | 2015年1月9日   | ☆    | 5R 2:59  | KO      | エクトル・ベラスケス             | メキシコ        |                                                                                   |
| 14           | 2015年4月17日  | ☆    | 1R 1:28  | KO      | アブラハム・アルバレス           | アメリカ合衆国  |                                                                                   |
| 15           | 2015年8月7日   | ☆    | 8R       | 判定3-0 | アモス・コワート                 | アメリカ合衆国  |                                                                                   |
| 16           | 2015年12月11日 | ☆    | 8R 終了  | TKO     | アベル・ラモス                   | アメリカ合衆国  | NABF北米スーパーライト級ジュニア王座決定戦                                        |
| 17           | 2016年3月25日  | ☆    | 1R 2:17  | KO      | アーロン・エレーラ               | メキシコ        |                                                                                   |
| 18           | 2016年6月25日  | ☆    | 4R 1:47  | TKO     | ルイス・エドゥアルド・フローレス | コロンビア      | NABF北米スーパーライト級王座決定戦                                                |
| 19           | 2017年2月11日  | ☆    | 1R 2:07  | KO      | ウィルフリード・ブエルバス       | コロンビア      | NABF防衛1                                                                         |
| 20           | 2017年6月9日   | ☆    | 2R 2:55  | TKO     | ジョエル・ディアス・ジュニア     | アメリカ合衆国  | NABF防衛2                                                                         |
| 21           | 2018年3月9日   | ☆    | 2R 2:54  | TKO     | ジュリアス・インドンゴ           | ナミビア        | WBC世界スーパーライト級暫定王座決定戦                                             |
| 22           | 2018年7月14日  | ☆    | 8R 1:59  | TKO     | フアン・ホセ・ベラスコ           | アルゼンチン    | WBC暫定防衛1・WBCダイヤモンド王座獲得                                             |
| 23           | 2018年10月27日 | ☆    | 12R      | 判定3-0 | テリー・フラナガン               | イギリス        | WBCダイヤモンド防衛1 / WBSS1回戦                                                  |
| 24           | 2019年4月27日  | ☆    | 6R 1:36  | TKO     | キリル・レリク                   | ベルギー        | WBA・WBC世界スーパーライト級王座統一戦 WBA獲得・WBCダイヤモンド防衛2 / WBSS準決勝 |
| 25           | 2019年10月26日 | ★    | 12R      | 判定0-2 | ジョシュ・テイラー               | イギリス        | WBA・WBC・IBF世界スーパーライト級王座統一戦 WBA・WBCダイヤモンド陥落 / WBSS決勝   |
| 26           | 2020年10月31日 | ☆    | 3R 1:23  | TKO     | フアン・ヘラルデス               | アメリカ合衆国  |                                                                                   |
| 27           | 2021年4月17日  | ☆    | 6R 1:22  | TKO     | イワン・レドカ                   | ウクライナ      |                                                                                   |
| 28           | 2022年3月19日  | ☆    | 6R 1:40  | TKO     | タイロン・マッケンナ             | アイルランド    |                                                                                   |
| 29           | 2022年11月26日 | ☆    | 11R 0:59 | KO      | ホセ・セペダ                     | メキシコ        | WBC世界スーパーライト級王座決定戦                                                 |
| 30           | 2023年6月17日  | ☆    | 12R      | 判定2-1 | ダニエリト・ソリーシャ           | プエルトリコ    | WBC防衛1                                                                          |
| 31           | 2023年12月9日  | ★    | 12R      | 判定0-3 | デヴィン・ヘイニー               | アメリカ合衆国  | WBC陥落                                                                           |
| 32           | 2024年10月26日 | ★    | 12R      | 判定0-3 | ジャック・カテラル               | イギリス        | WBОインターナショナルスーパーライト級王座決定戦                                   |
| 33           | 2025年8月2日   | ☆    | 12R      | 判定3-0 | ジョセフ・ディアス               | アメリカ合衆国  |                                                                                   |
| テンプレート |                |      |          |         |                                  |                 |                                                                                   |

## 獲得タイトル
- NABF北米スーパーライト級ジュニア王座
- NABF北米スーパーライト級王座
- WBC世界スーパーライト級暫定王座（防衛1）
- WBA世界スーパーライト級王座（防衛0）
- WBC世界スーパーライト級王座（防衛1）
- WBC世界スーパーライト級ダイヤモンド王座（防衛2）

## ペイ・パー・ビュー売上げ
| 開催年月日     | イベント                                    | 販売件数 | テレビ局 | 備考   |
| -------------- | ------------------------------------------- | -------- | -------- | ------ |
| 2023年12月9日  | デヴィン・ヘイニー vs. レジス・プログレイス | 5万5千件 | DAZN     | 60ドル |
| 2022年11月26日 | レジス・プログレイス vs. ホセ・セペダ       | 2万件    | FITE.tv  | 60ドル |